# Valverde (Włochy)
Valverde – miejscowość i gmina we Włoszech, w regionie Sycylia, w prowincji Katania.
Według danych na rok 2004 gminę zamieszkuje 7245 osób, 1449 os./km².
Przyszedł tutaj na świat duchowny rzymskokatolicki, ks. arcybiskup Piero Marini.